# 北海道旗
北海道旗（ほっかいどうき）は、日本の都道府県の一つ、北海道の旗。本項では、旗に図示されている北海道章（ほっかいどうしょう）についても併せて解説する。

## 制定経緯

北海道章

道旗・道章とも1967年に制定された。ものでありいずれも開拓使の旗印である北辰旗（ほくしんき）を由来とするので、この北辰旗についても前史として本節で解説する。

### 開拓使旗（北辰旗）
北海道開拓使は青地に赤の五稜星を描いた旗を用いており、この旗は北辰旗と呼ばれ、道民に親しまれて来た。このデザインは当初、開拓使の公用船で船長を務めていた蛯子末次郎が公用船の旗章として使い始めたものが開拓使全体の旗印として定着し、1872年2月に正式な開拓使の旗となった。
同年9月、開拓次官・黒田清隆は北辰旗のデザインを変更し、赤い五稜星を七稜星にすることを政府に要請したが政府はこれを拒み黒田のデザイン変更案は幻となった。その後、1878年に開拓使は北辰旗の掲揚を取りやめ、1882年に廃止。根室県・札幌県・函館県の三県一局時代も3県を再統合した旧北海道庁の時代も特定の旗や徽章を作成することは無かった。

開拓使旗
黒田清隆提唱の開拓使旗デザイン変更案（イメージ）
屯田兵の大隊旗

### 道旗・道章の制定
1960年代に入り、他の都府県で相次いで都府県旗が制定されたことから北海道でも1968年の開道100周年を目前に道旗を制定する気運が高まり、北海道百年記念事業の一環として道内で活動する複数の美術団体にデザインを依頼。公募で寄せられた7500点以上のデザイン案から北海道旗・北海道章制定委員会で選考し、1967年3月31日に栗谷川健一と栗谷川が代表を務める北海道デザイン研究所講師らの共同研究による案を採用することを決定。5月1日の道告示第775号「北海道章および北海道旗」により制定された。また1992年には道庁のアイデンティティを明確にするべく「北海道庁基本デザイン」として同章をモチーフとした道庁のロゴマークが設定されている。

## デザインの意味
道章は北辰旗の五稜星を現代的イメージで七光星として表現し、先人の開拓者精神と雄々しく伸びる北海道の未来を表している。なお、道章に関しては道旗と異なり配色の指定は特に定められていない。
道旗の配色はかつての黒田案をベースに北の海や空を表す紺を地色とし、中央に配置された道章の配色は道民の不屈のエネルギーを表す赤い七稜星を、光輝と風雪を表す白い光で囲んでいる。
1991年には道庁の「親しみのあるデザイン化検討会議」による視覚情報媒体のデザイン改善の一環として「北海道庁基本デザイン」が制定され、「未来へ果てしなく伸びる道」を表した右を太く左を右線の2分の1の細さとした2本の緑の縦線で北海道のシンボルを表す青色の道章を挟み、マーク全体で豊かな可能性に満ちたイメージを持った北海道の頭文字の「H」を表現し右上にゴナ字体による「北海道」を書いたロゴデザインとした。